# Класифікація мінералів
Класифіка́ція мінера́лів — розподіл мінералів на систематичні одиниці на основі їх спільних ознак (зовнішніх, геологічних, хімічних, кристалографічних, геохімічних і кристалохімічних). В залежності від того, яким ознакам надається перевага, класифікації мінералів поділяються на:
- хімічні
- геохімічні
- генетичні
- кристалографічні
- кристалохімічні
- за зовнішніми ознаками.

Основною класифікаційною одиницею в мінералогії є мінеральний вид.

## Історія
Спроби розділення каменів і мінералів на схожі групи були ще в часи Давнього Єгипту і Вавилонського царства. Це були так звані магичні (астральні) систематики. Перша раціональна класифікація мінеральних речовин подана в трактаті Теофраста «Про камені». В ній описані 59 природних і штучних мінеральних речовин, які автор поділив за використанням і властивостями на такі групи:
- камені, що добуваються у великих блоках
- цінні кольорові камені
- плавкі камені
- горючі камені
- негорючі камені
- дорогоцінні вирібні камені
- камені, що легко розрізаються
- землисті речовини (фарби)

Потреба систематизації мінералів визначалася станом теоретичної мінералогії, а також тим, наскільки накопичений фактичний матеріал було засвоєно з точки зору теоретичних основ. Тому класифікації мінералів, а також їх принципи змінювалися в залежності від розвитку мінералогії і суміжних наук.

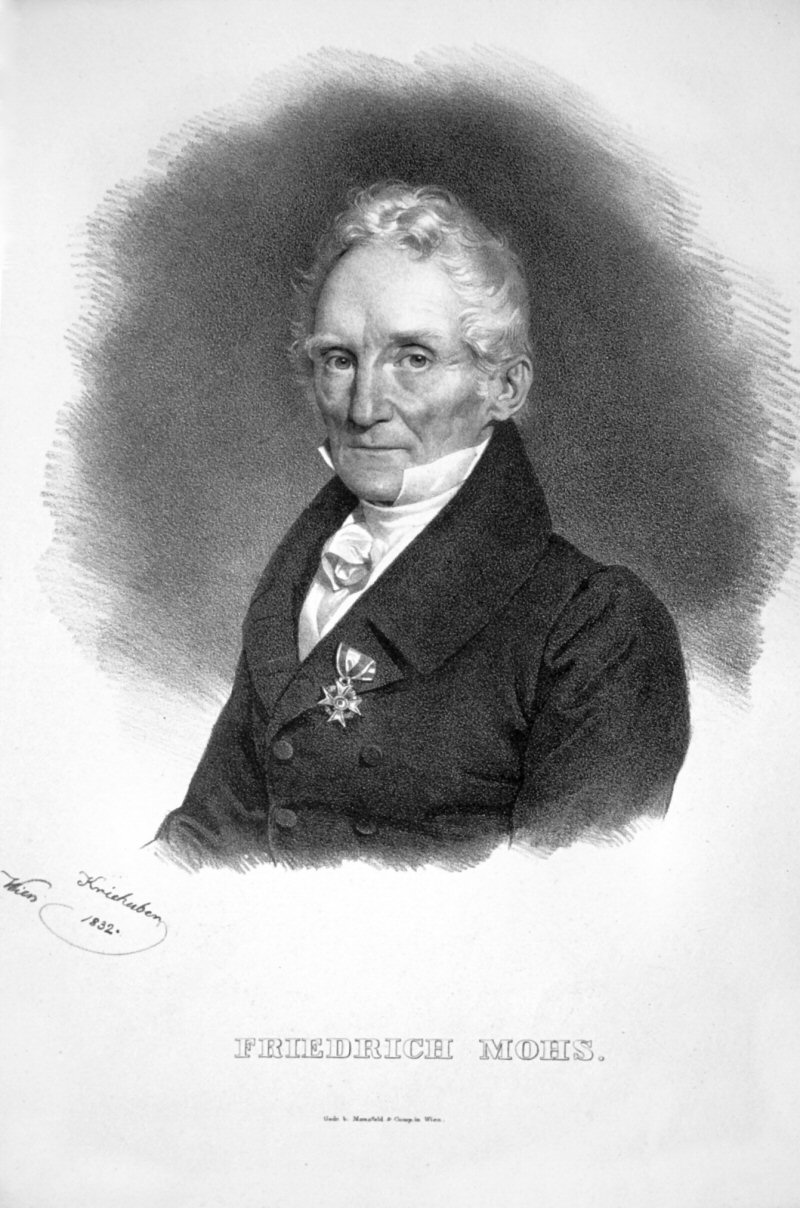
Фрідріх Мос, 1832

Найповніші систематичні описи мінералів були зроблені в різні часи Авраамом Вернером, Карлом Моосом, Джеймсом Дана, Гінтце, Анатолієм Бетехтіним та іншими видатними мінералогами. Перші мінералогічні класифікації базувалися головним чином на фізичних властивостях мінералів. З класифікацій за зовнішніми ознаками значний вплив на розвиток мінералогії мали класифікації (системи) Вернера і Мооса.
У XIX ст. почали систематизувати мінерали на основі їх хімічних властивостей. Кронштедт та Берцеліус класифікували мінерали за головними складовими частинами, а пізніше з'явились класифікації за типом хімічних сполук (Джеймс Дана, Грот, Володимир Вернадський, Анатолій Болдирєв). Ці класифікації відіграли велику роль в розвитку тогочасної мінералогії, оскільки хімічний склад є головною і визначальною характеристикою мінерального виду.
Однак класифікації за типом хімічних сполук виявилися обмеженими, бо вони базувалися на тих уявленнях, що мінерали є молекулярними сполуками, в той час як пізнішими рентгеноструктурними дослідженнями доведена іонна, а не молекулярна структура переважної більшості мінералів. Поряд з хімічним у мінералогії розвивався і кристалографічний напрям, представники якого вважали головною ознакою мінералу його зовнішню форму.

## Сучасні класифікації мінералів
Найсучаснішою є класифікація мінералів ММА-КНМНК (2009), що базується на кристалохімічній класифікації Штрунца-Нікеля. В її основу покладено взаємозв'язок між хімічним складом і будовою мінералів, а також їх властивостями і морфологічними особливостями. За цими ознаками всі мінерали згруповані в наступні класи:
- 01 Самородні елементи (метали, інтерметалічні сполуки, металоїди і неметали, карбіди, силіциди, нітриди, фосфіди)
- 02 Сульфіди і Сульфосолі (сульфіди, селеніди, телуриди; арсеніди, антимоніди, бісмутиди; сульфоарсеніти, сульфоантимоніти, сульфобісмутити та ін.)
- 03 Галогеніди
- 04 Оксиди (гідроксиди, ванадати арсеніти, антимоніти, бісмутити, сульфіти, селеніти, телурити, йодати)
- 05 Карбонати та Нітрати
- 06 Борати
- 07 Сульфати (селенати, хромати, телурати, молібдати і вольфрамати)
- 08 Фосфати, арсенати, ванадати
- 09 Силікати і германати
- 10 Органічні сполуки

## Хімічна класифікація мінералів
В Україні однією з основних класифікацій є поділ мінералів на класи за хімічним складом.
